# اللجنة الخاصة بالنموذج التنموي
اللجنة الخاصة بالنموذج التنموي أو (CSMD)، لجنة رسمية استشارية عينها الملك محمد السادس أواخر سنة 2019، من أجل صياغة نموذج مغربي جديد، وإعطاء دفعة لإقلاع شامل.
وكان العاهل المغربي قد أشار إلى تكوين لجنة النموذج التنموي في خطاب العرش في يوليوز 2019، وهو الأمر الذي حصل بتعيينه شكيب بنموسى رئيسا لهذه اللجنة يوم 19 نونبر 2019، قبل أن يعود الملك من جديد ويعين باقي عضاء اللجنة، التي تتكون من 35 عضوا بالإضافة للرئيس، يوم 13 دجنبر 2019.

## خطاب محمد السادس
في خطاب عيد العرش المغربي لسنة 2019، الذي يصادف 29 يوليوز، تعهد الملك محمد السادس بإحداث لجنة للنموذج التنموي، رغم عدم ميله شخصيا لإحداث اللجان الخاصة، كما ذكر في الخطاب.
وأشار الملك، في نفس الخطاب، أن المطلوب من هذه اللجنة الاستشارية، أن ترفع الحقيقة، ولو كانت قاسية أو مؤلمة، وأن تتحلى بالشجاعة والابتكار في اقتراح الحلول.

## أعضاء اللجنة
تتكون اللجنة الخاصة بالنموذج التنموي، من 35 عضوا وعضوة، تختلف مسارات تكوينهم ومجالات عملهم. ومنهم أعضاء مقيمون بالخارج.

## تمديد عمل اللجنة
كان من المفروض أن ينتهي عمل اللجنة بعد ستة أشهر من تعيينها، لكن جراء الأزمة التي أصابت المغرب بسبب وباء كورونا، مدد الملك عمل اللجنة لستة أشهر إضافية.

## تقرير اللجنة
من المنتظر أن ترفع اللجنة تقريرها للملك نهاية شهر يناير 2021.